# Horní Ostrovec
Horní Ostrovec (německy Ober Wostrowetz, dříve Písecké Chalupy) je vesnice, část obce Ostrovec v okrese Písek v Jihočeském kraji. Nachází se asi půl kilometru severovýchodně od Ostrovce. Je zde evidováno 69 adres. V roce 2011 zde trvale žilo 106 obyvatel.
Horní Ostrovec je také název katastrálního území o rozloze 6,34 km².

## Historie
První písemná zmínka o vesnici pochází z roku 1323.

## Přírodní poměry
Jižní částí katastrálního území protéká řeka Lomnice, jejíž koryto a břehy jsou chráněné jako přírodní památka V Obouch.

## Obyvatelstvo
| Rok            | 1869 | 1880 | 1890 | 1900 | 1910 | 1921 | 1930 | 1950 | 1961 | 1970 | 1980 | 1991 | 2001 | 2011 | 2021 |
| -------------- | ---- | ---- | ---- | ---- | ---- | ---- | ---- | ---- | ---- | ---- | ---- | ---- | ---- | ---- | ---- |
| Počet obyvatel | 336  | 323  | 306  | 302  | 271  | 270  | 253  | 212  | 199  | 160  | 149  | 116  | 109  | 106  | 102  |
| Počet domů     | 51   | 51   | 51   | 51   | 50   | 50   | 52   | 55   | 132  | 47   | 52   | 51   | 63   | 66   | 66   |

## Obecní správa
Při sčítání lidu v letech 1850–1869 Horní Ostrovec byl osadou obce Varvažov v okrese Písek.
V letech 1870–1952 byl samostatnou obcí v okrese Písek. Od roku 1953 je částí obce Ostrovec v okrese Písek. V letech 1870–1920 k obci patřil Dolní Ostrovec.

## Pamětihodnosti
- U silnice na Varvažov se nachází kaple osmibokého půdorysu.[11]
- Před kaplí stojí litinový kříž na kamenném podstavci.
- Památník padlým v první světové válce a druhé světové válce
- Vedle památníku se nachází kříž.
- Další kříž stojí u cesty na Varvažov za vesnicí.
- Soubor roubených usedlostí a chalup, které mohou pocházet až z 18. století, v Horním Ostrovci se jedná o domy čp. 17, 18, 20, 23.[12]